# E-NEWS
E-NEWSとは、株式会社電子新聞がフジテレビのアナログテレビ放送で行っていたデータ多重放送である。
三菱電機が開発したMISTY方式により、アナログテレビの垂直帰線区間の10番目から13番目(10H～13H)を用いて放送を行った。
日本での地上波テレビ向けデータ放送サービスとしては最も早く、1996年4月には試験サービスを開始、1996年10月には商用サービスを開始した。内容は産経新聞の記事および情報誌"ぴあ"からの情報であった。
受信には専用の端末が必要であり、三菱電機がその製造を行った。この端末は受信部と携帯できる表示部に分かれており、毎朝受信部に表示部を接続して受信を行ったあとは、取り外して携帯しながら閲覧することが可能だった。
当初は、フジテレビのサービスエリアである関東地方の1都6県を対象とし、順次拡大する予定になっていたが、受信端末セットが約4万円、購読（受信）料が3か月前納で4050円と高価であり、普及が進まなかったことから、1997年3月31日をもって有料サービスは終了し、その1年後にはサービスそのものが終了した。フジテレビはその後ビットキャスト方式でデータ放送を開始した。